# Europastraße 675
Die Europastraße 675 (kurz: E 675) ist eine Europastraße in Rumänien und Bulgarien. In Rumänien ist sie mit der Straße Drum național 38 identisch, in Bulgarien bildet die Straße II-29 ihre Fortsetzung.

## Verlauf
Die Europastraße 675 beginnt in Agigea und endet in Kardam.